# Cucina di La Rioja

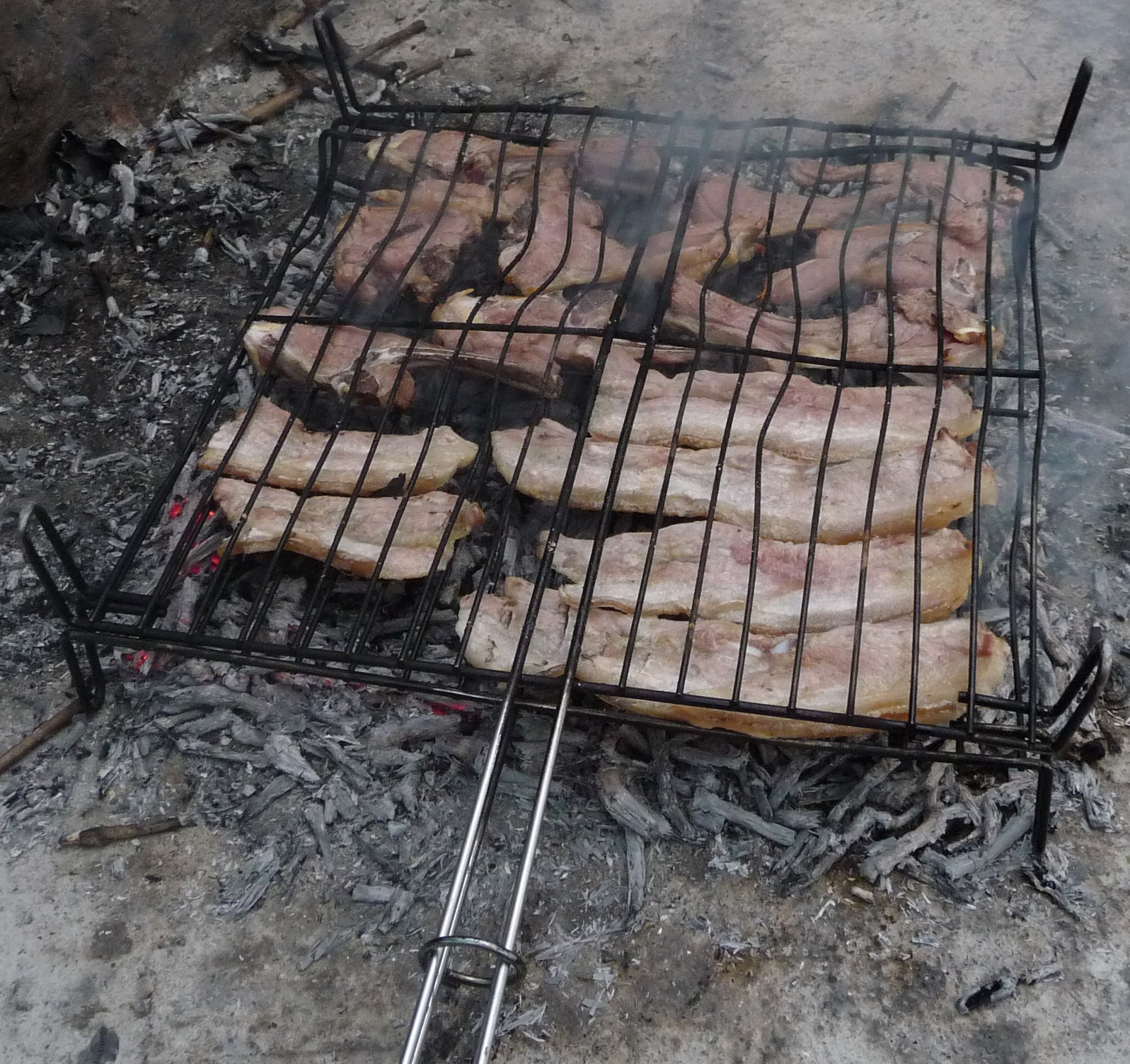
Pancetta e fette di carne al Sarmiento (chuletillas al sarmiento)

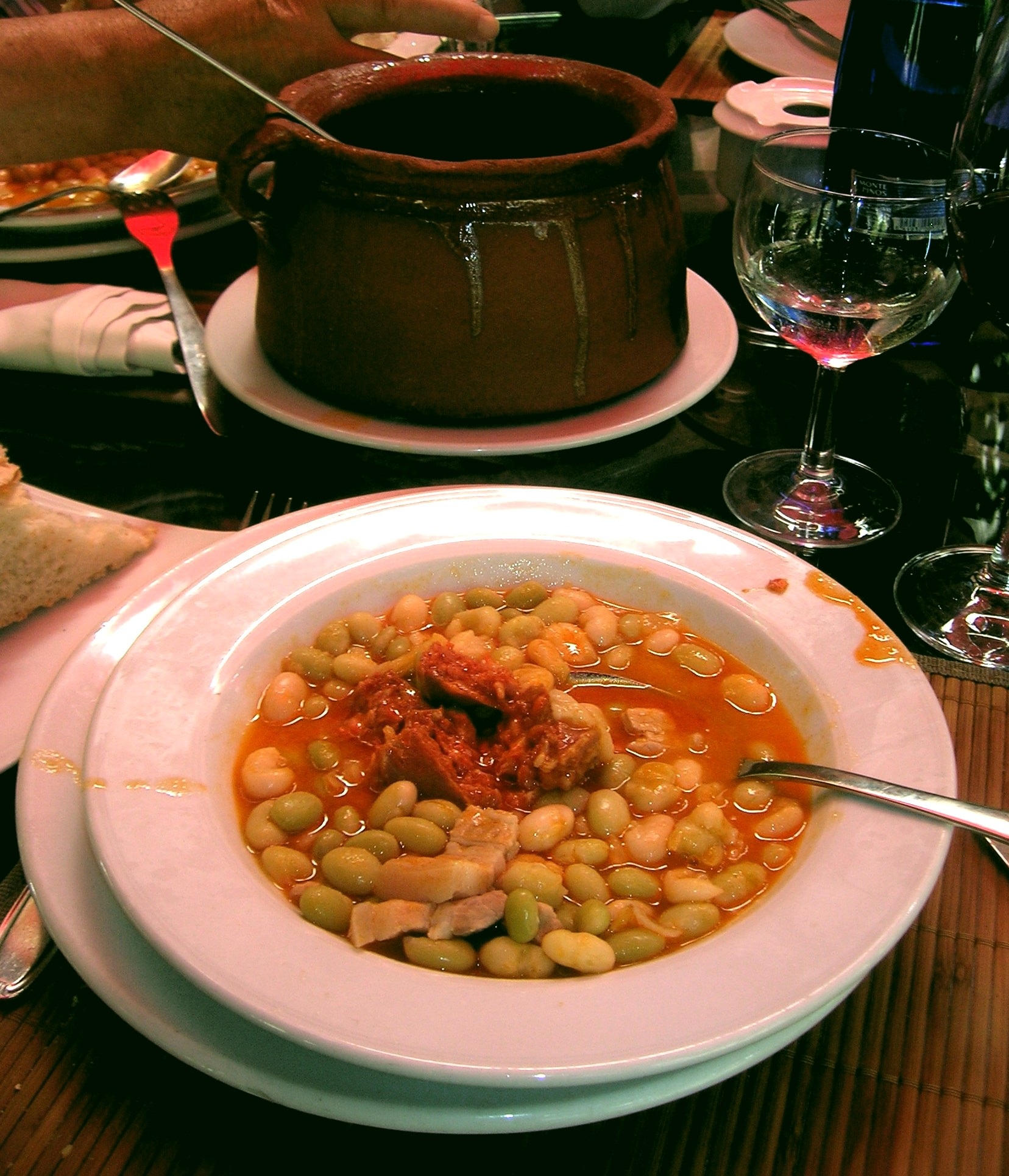
Faglioli Pochas tipici di Navarra e di La Rioja

La cucina di La Rioja è la cucina della regione settentrionale spagnola di La Rioja, simile alla cucina dei Paesi Baschi, della Navarra e di Aragona.

## Carne e pesce
La carne è uno degli ingredienti più forti della cucina di La Rioja, una delle più popolari sono le braciole al Sarmiento, l'agnello in casseruola, le frattaglie di agnello alla Riojana. Per la carne di maiale c'è il picadillo, la bistecca, la trippa e le frattaglie alla riojana. infine il pollo alla Riojana saltati in olio con sale e pepe, la pernice e l'agnello arrosto. Tra i pesci, la trota alla Rioja e il merluzzo alla Riojana.

## Verdura, legumi e frutta
Uno dei piatti simbolo della regione sono le patate alla riojana o le patate con chorizo, ma anche la zuppa di aglio. 
Tra i legumi ci sono i fagioli  bianchi alla riojana.
Poi i peperoni ripieni (arrostiti e farciti con carne e pane grattugiato), la ratatouille di rioja, lo stufato di verdure.
A Rincón de Soto vengono prodotto le pere omonime, le uniche pere DOC della Spagna.

## Prodotti caseari
Tra i prodotti caseari c'è il queso de Cameros (fatto con latte di capra). Con le uova si prepara invece la tortilla con salsa di Clavijo.